# IN AND OUT (藤井フミヤのアルバム)
『IN AND OUT』（イン・アンド・アウト）は、藤井フミヤ7枚目のオリジナル・アルバム。2000年7月5日にソニー・ミュージックアソシエイテッドレコーズから発売された。

## 概要
前作『2000-1』から1年ぶりのアルバム。先行シングル「Moonlight Magic」「Stay with me.」「INSIDE」の3曲を収録。
8曲目「裏どおりの天使たち」はチェッカーズ時代の楽曲。発売から14年を経てセルフカバーされた。

## 収録曲
全作詞：藤井フミヤ，全編曲：BEAT BEANS（特記以外）
1. INSIDE
作曲：石川よしひろ　編曲：富田素弘
18thシングル。日本テレビ系ドラマ『天使が消えた街』エンディング主題歌。
2. Angel Voice
作曲：日比野信午
北海道テレビ制作・テレビ朝日系全国放送のドラマ『ひかりのまち』主題歌。
3. 翼の設計図
作曲：藤井フミヤ　編曲：佐橋佳幸
V6に提供した楽曲のセルフカバー。
4. 夢の途中
作曲：藤井フミヤ
17thシングルのカップリング曲。
5. Moonlight Magic(Album Mix)
作曲：川村結花、編曲：佐橋佳幸
16thシングルのアルバム・バージョン。
6. BLUE
作曲：増本直樹
7. 琥珀の蝶
作曲：増本直樹
8. 裏どおりの天使たち
作詞：PANTA　作曲：中崎英也　編曲：佐橋佳幸
9. 死体のように
作曲：古賀森男
10. MY PACE
作曲：山森正之
11. Stay with me.
作曲：林真史
17thシングル。
12. Breakfast（Album Mix）
作曲：田中裕千
18thシングル「INSIDE」カップリング曲アルバムバージョン。
13. OUTSIDE（TO 21 CENTURY）
作曲：BEAT BEANS